# Pols (partícules)

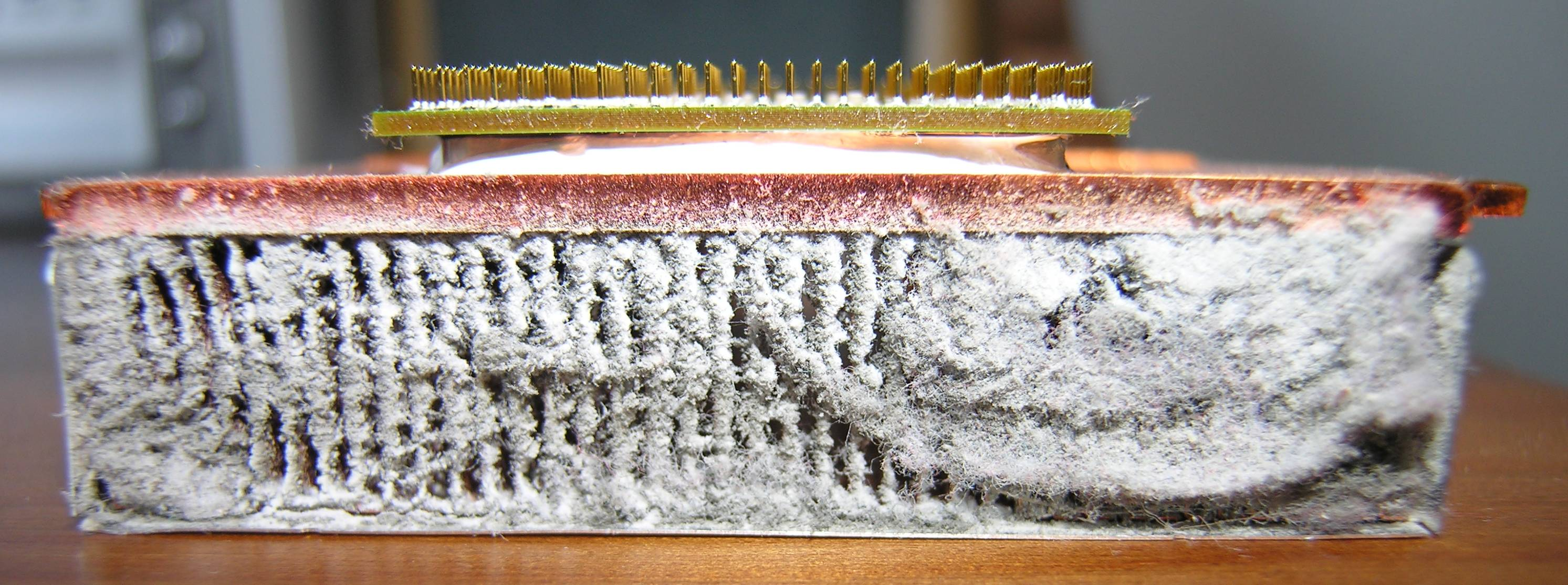
Després de només 3 anys d'ús, la pols ha bloquejat el dissipador tèrmic d'aquest ordinador portàtil, fent fallar la computadora.

La pols és un nom genèric per a les partícules sòlides formades per òxid de silici de matèria fina. La pols és considerada un aerosol.

## Mida de les partícules

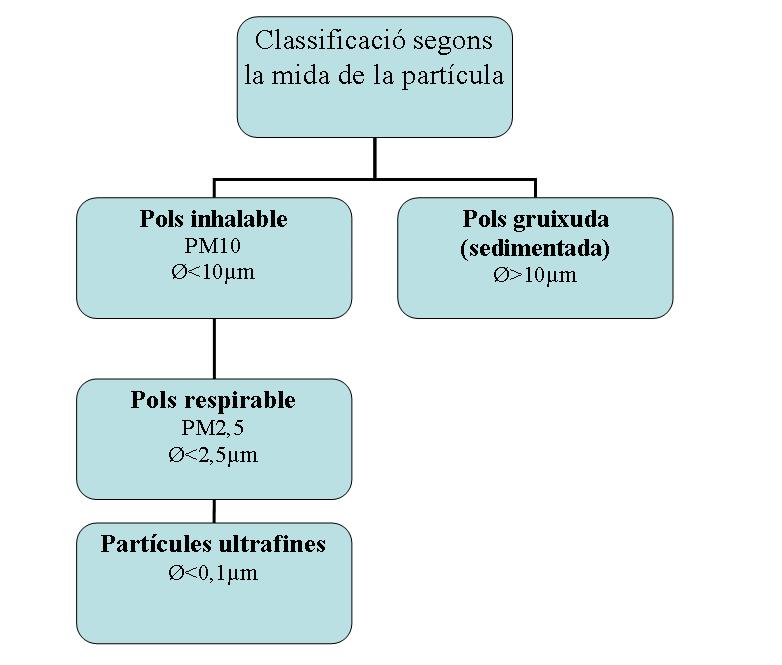
Classificació de les partícules de pols

Del punt de vista de la salut, la mida de les partícules de pols és un paràmetre crucial. Aquelles que tenen un diàmetre major a 10 µm, anomenada pols gruixuda, romanen retingudes pels pèls del nas i per les mucoses. Les que tenen un menor diàmetre, pols fina, no eesten retingudes i arriben als pulmons fins als bronquis i alvèols.

## Origen de la pols
A la Terra, la pols que es troba en l'atmosfera terrestre prové de diverses fonts.
Principalment les fonts de la pols són els processos mecànics de materials sòlids, processos naturals de matèria sòlida (erosions degudes a vents i pluges), degut a reaccions químiques a l'atmosfera com per exemple reaccions que formin fums (la diferència entre fum i pols és a través dels processos de formació) o a través de re-suspensió de partícules.
Resumint l'origen de la pols és tant de caràcter natural com de caràcter antropogènic i es poden diferenciar per processos primaris i secundaris. En els processis primaris, les partícules es generen de manera directa durant aquest procés. Un procés primari antropogènic és la combustió de carbó a la indústria i un de natural és la meteorització de les roques. En el procés secundari les partícules es generen de les reaccions de certs gasos, on els productes obtinguts poden “connectar-se”(agregar-se) fàcilment a les partícules existents, els anomenats nuclis de condensació.
Fonts naturals importants (de pols): erosió del sòl, oceans (spray), vulcanisme, tempesta de pols, vol o flux de pol·len a través de l'aire, incendis d'origen natural de boscos i matolls, fonts antropogèniques importants: processos industrials, plantes elèctriques i calefaccions, Trànsit, Agricultura, Construcció, Llars, Incendis forestals intencionats o crema de matolls de pagesia.
Aquestes fonts depenen òbviament de les situacions locals, en una zona rural hi haurà menys contaminació, deguda al trànsit, per exemple.
Segons l'Agència Federal del Medi Ambient la contribució/origen de pols es pot classificar com :
1.	50% provinent de les emissions de la combustió de carburants diesel

2.	25% abrasió de frens i pneumàtics

3.	25% partícules transportades per vents
| Font                                | Mida de partícula [µm] | Hemisferi nord [Tg/any] | Hemisferi sud [Tg/any] | Global [Tg/any] |
| ----------------------------------- | ---------------------- | ----------------------- | ---------------------- | --------------- |
| POM, incendis de boscos i matolls   | 0-2                    | 28                      | 26                     | 54              |
| POM, combustibles fòssils           | 0-2                    | 28                      | 0,4                    | 28              |
| POM, descomposició vegetal          | >1                     | -                       | -                      | 56              |
| Sutge, incendis de boscos i matolls | 0-2                    | 2,9                     | 2,7                    | 5,7             |
| Sutge, combustibles fòssils         | 0-2                    | 6,5                     | 0,1                    | 6,6             |
| Cendres i pols (volcans)            | <5                     | -                       | -                      | 85              |
| Processos industrials               | >1                     | -                       | -                      | 100             |
| Sal de mar                          | 0-16                   | 1440                    | 1900                   | 3340            |
| Pols de roca                        | 0-20                   | 1800                    | 349                    | 2150            |

Nota: Tg són teragrams 

POM: Particulate Organic Matter (matèria orgànica particulada)

## Límits i tendències
| Font                       | Normativa     | Límit(s)          | Observacions                                                                             |
| -------------------------- | ------------- | ----------------- | ---------------------------------------------------------------------------------------- |
| Pols global en aire        | RL 89/427/EWG | 150 µg/m³         | Vàlid fins al 31 de desembre del 2004                                                    |
| Pols global en aire        | RL 89/427/EWG | 300 µg/m³         | Com a màxim es pot superar un 5% durant 18 dies (vàlid fins al 31 de desembre del 2004)  |
| Pols respirable PM10       | RL 1999/30/EG | 40 µg/m³          | Valor mitjà anual (vàlid fins a 1 de gener del 2005)                                     |
| Pols respirable PM10       | RL 1999/30/EG | 50 µg/m³          | Valor mitjà diari, màxim 35 superacions a l'any (vàlid fins a l'1 de gener del 2005)     |
| Fracció de pols inhalable  | TRGS 900      | 10 mg/m³          | Límits d'exposició ocupacional                                                           |
| Fracció de pols respirable | TRGS 900      | 3 mg/m³           | Límits d'exposició ocupacional                                                           |
| Fibres de pols             | TRGS 900      | 250.000 Fibres/m³ | Fibres(longitud>5µm, diàmetre<3 µm; relació 3:1) (vàlid fins al 31 de desembre del 2004) |
| Fibres de pols             | TRGS 900      | 500.000 Fibres/m³ | Àrees concretes amb fibres ceràmiques(vàlid fins al 31 de desembre del 2004)             |
| serradís                   | TRGS 553      | 2 mg/m³           | Per sobre 2 mg/m³ és obligatori l'ús de protecció                                        |
| Pols de farina             | TRGS 900      | 4 mg/m³           | Recomanació de protecció                                                                 |

Des de gener del 2005 es defineixen uns límits de partícules en suspensió (PM10). especialment en àrees amb trànsit pesat sovint difícil o impossible. A través d'un filtre de partícules, les emissions de sutge dels motors dièsel es redueixen significativament. L'emissió de partícules mesura a partir dels gasos d'escapament és també de 2415 tones.

## Pols domèstica
La pols a les cases, oficines, i altres ambients humans és en gran manera generat pels seus habitants, especialment pel despreniment de les cèl·lules de la pell. El 70 per cent (aproximadament) de la composició de la pols són cèl·lules mortes de pell humana. També es troba algun percentatge de pols atmosfèrica de l'exterior. En terme mitjà, aproximadament el ritme de producció de pols en una casa és de 6 mg/m²/dia, depenent de la quantitat de temps que es romangui en la casa i del nombre d'habitants. Quan s'acumula prou quantitat de pols, es formen pelusses.
Els insectes i altra fauna menor que habita en les cases que posseeixen una sèrie d'interaccions subtils amb la pols, el qual pot afectar la salut dels habitants de la casa. Per això, és recomanable mantenir una certa circulació d'aire, mantenint les finestres o portes parcialment obertes. Un cop a l'exterior, les partícules de pols són dutes per les brises o desintegrades per la llum solar. En climes freds, és essencial controlar la presència de pols regulant la circulació d'aire, atès que pel rigorós del clima, se solen segellar els habitatges amb molt de compte, amb la qual cosa s'evita l'ingrés d'aire fresc, el que permetria la possibilitat de renovar l'aire.
Els àcars de la pols domèstica es troben en totes les superfícies, i encara sospesos a l'aire. Els àcars de la pols es nodreixen de petites partícules de matèria orgànica, que és precisament el principal constituent de la pols domèstica. Ells excreten enzims per a digerir les partícules de pols; aquests enzims i la seva femta, al seu torn formen part de la pols domèstica, i poden provocar reaccions al·lèrgiques en els éssers humans (especialment rinitis al·lèrgica). Els àcars de la pols es desenvolupen amb preferència en les fibres dels embuatats, mobles i catifes.

## Efecte de la pol·lució
La pols pot tenir diferents efectes en les persones i el medi ambient. L'efecte toxicològic es basa principalment en el contingut de substàncies com ara el plom, vanadi, beril·li i mercuri, alguns dels quals promoure el desenvolupament de càncer. També es diposita en la superfície de les partícules de pols a altres contaminants com ara hidrocarburs, compostos de sofre o nitrogen, de manera que el seu efecte és major en la presència simultània de pols.

Pols en general va generar un augment en el nombre de malalties respiratòries: com ara la bronquitis, asma, fibrosi pulmonar, malaltia del pulmó negre, que es presenta entre els miners del carbó malaltia i inclús càncer de nas. Tots aquests riscos han determinat l'adopció d'un nombre de lleis que regulen les condicions ambientals en els llocs de treball.

A més dels aspectes nocius d'efecte de les partícules sobre el clima és un aspecte important de la investigació actual.
S'anomena pols inerts a partícules d'una substància a la qual no es coneix cap efecte per al cos humà com ara el midó i la cel·lulosa.

## Cas particular
La composició de les partícules en suspensió pot ser una barreja molt variada. Per això en la normativa ambiental es classifiquen segons la seva mida i el seu comportament en ser respirades, més que no pas segons el que contenen. Així hi ha les partícules de diàmetre aerodinàmic igual o inferior a 10 µm (PM10) que solen anar més enllà de la gola. Les que tenen un diàmetre igual o inferior a 2,5 µm (PM2,5) poden arribar fins als pulmons. Finalment hi ha les partícules ultrafines, amb un diàmetre igual o inferior a 0,1 µm, que poden arribar a passar de l'alvèol pulmonar a la sang.
En zones urbanes la font principal és el trànsit. Es generen sobretot per la combustió als motors, però també pel fregament de les rodes amb el paviment. Els fums dels motors dièsel estan formats en gran part de partícules fines i ultrafines d'hidrocarburs, que són degudes a una combustió incompleta. Per això l'ús creixent de dièsel preocupa des del punt de vista ambiental. També hi ha partícules d'origen natural (aerosols marins, erosió, intrusió de pols africà) o per altres activitats humanes (obres públiques i construcció, mineria, fabricació de ceràmiques o ciment...). La suspensió i re-suspensió de les partícules és més marcada en episodis de sequera. Això fa que es detectin nivells més elevats de partícules en anys de sequera, freqüents a l'Àrea Metropolitana de Barcelona.

## Eliminació de la pols
•	Filtració

L'aire afectat es mou contínuament a través d'un filtre, on la pols és separada en funció del tipus de filtre de l'aire i el diàmetre de partícula. Aquesta tècnica presenta desavantatges: el soroll del ventilador, regulars canvis de filtre, la pols no es retira immediatament i encara pot ser una font de contaminants.

•	Ionització

L'aire és ionitzat de manera que les partícules de pols dipositades sobre una superfície.

•	Combustió

L'aire afectat es fa passar contínuament a través d'un nucli de ceràmica amb canals prèviament escalfat elèctricament (300 °C). Els components orgànics es cremen, és a dir, s'oxiden a CO₂. la circulació de l'aire és impulsada tèrmicament. Aquesta tècnica presenta com a avantatges: no hi ha soroll de ventilador, no és necessari canviar de filtre, ja que no hi ha filtre disponible, la pols és destruïda pel calor, s'empra un corrent d'uns 50 W per habitacions de 30 m².